# Ronja Rövardotter (film)
Ronja Rövardotter är en svensk film som hade biopremiär i Sverige den 14 december 1984, regisserad av Tage Danielsson. Filmen baseras på Astrid Lindgrens bok Ronja rövardotter från 1981. 1986 klipptes den även om till en TV-serie i tre delar på 50 minuter var, varvid man lade till material från filminspelningen som inte kommit med i själva filmen.

## Handling
Unga Ronja växer upp i Mattisborgen där hennes far Mattis är hövding för ett rövarband. Natten när hon föddes klövs borgen i två delar av ett blixtnedslag.
På samma sätt som det tidigare så ointagliga rövarfortet försvagats har även Ronjas ankomst som en blixt öppnat den tidigare så hårdhudade rövarhövdingens hjärta. En faderskärlek blommar upp och det smärtar honom när hans dotter en dag ber om att få gå utom borgens trygga famn. Lovis, Ronjas mor, är dock mindre orolig och efter att Mattis noggrant räknat upp vad Ronja bör akta sig för, får Ronja fri lejd att lära känna skogens skönhet och väsen.
Lugnet bryts när den konkurrerande rövarhövdingen Borka plötsligt flyttar in i den andra delen av Mattisborgen. Ronja blir dock i hemlighet vän med den jämnårige Birk, Borkas son. När de två hövdingarnas konflikt sätts på sin spets tvingas Ronja att välja mellan att stödja sin far eller att följa sitt samvete. Hon väljer det senare och inte bara sviker Mattis utan avslöjar därmed sin vänskap med Birk. I och med det förskjuts Ronja av sin far Mattis som förkunnar att han inte längre har något barn. Ronja är inte, enligt honom, hans dotter längre.
Mot sin vilja lämnar Ronja Mattisborgen och flyr till Björngrottan tillsammans med Birk som har rymt, där de får uppleva både glädje och överlevnadskamp i Mattisskogen. Samtidigt råder en fars kamp för att dels kunna släppa taget om sitt barn, men framför allt kunna släppa taget om den egna stoltheten, erkänna sina misstag och be sitt barn om förlåtelse.

## Rollista
- Hanna Zetterberg – Ronja
- Dan Håfström – Birk
- Börje Ahlstedt – Mattis
- Lena Nyman – Lovis
- Allan Edwall – Skalle-Per
- Per Oscarsson – Borka
- Tommy Körberg – Lill-Klippen
- Med Reventberg – Undis
- Björn Wallde – Sturkas
- Rune Andersson – Turre
- Claes Janson – Tjorm
- Henry Ottenby – Knotas
- Ricky Bruch – Labbas
- Ulf Isenborg – Fjosok
- Bo Malmborg – Tjegge
- Rolf Dahlgren – Pelje
- Werner Hemmingsen – Jutis
- Bo Bergstrand – Joen
- Arne Rubensson – Borkarövare
- Lars Wallin – Borkarövare

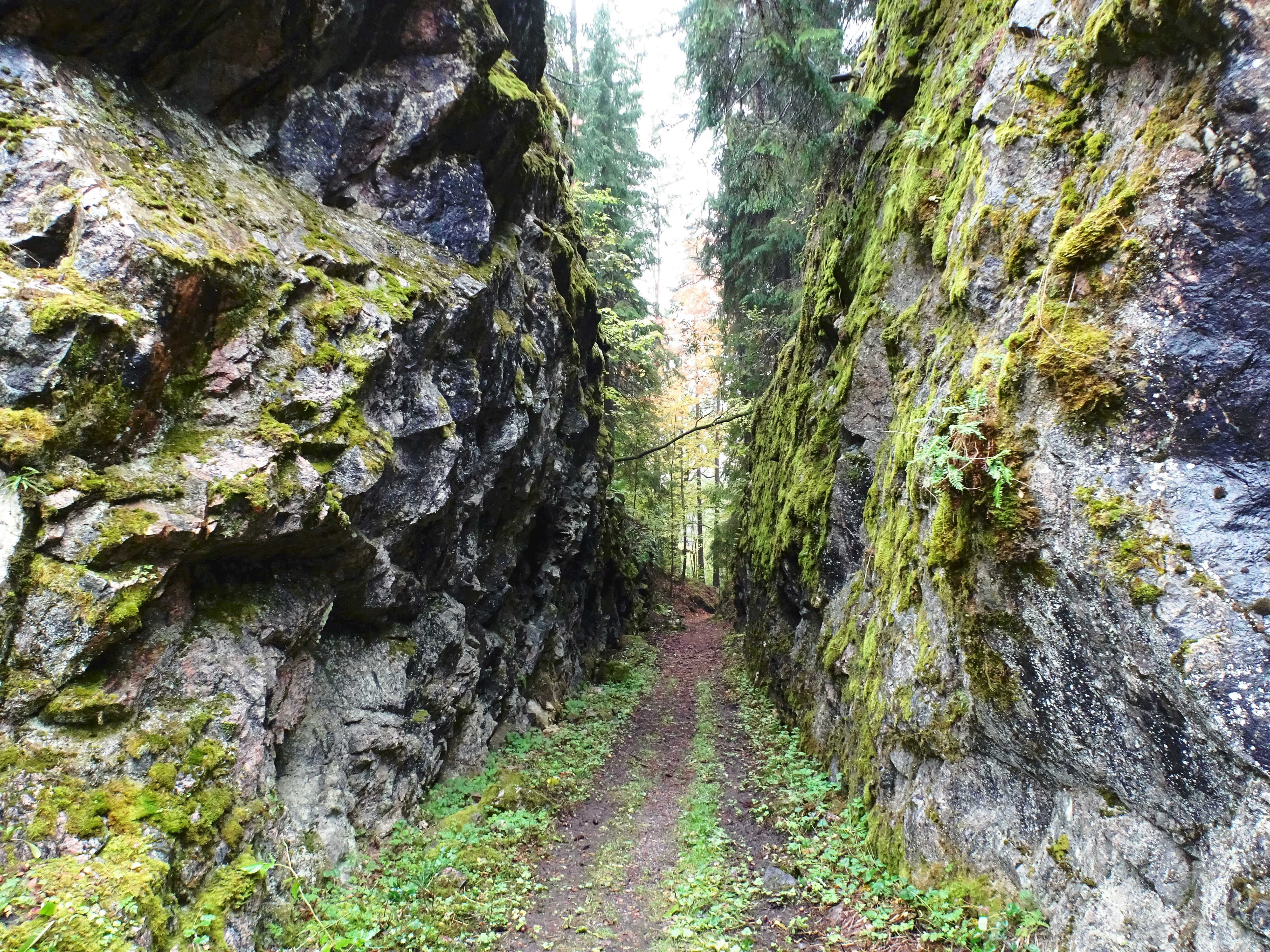
Denna ursprängning blev filmkuliss i filmen när Mattis rider och letar efter Ronja. Det rör sig om en bergsskärning i kalkbrottet vid Kalkbro i Södermanland.

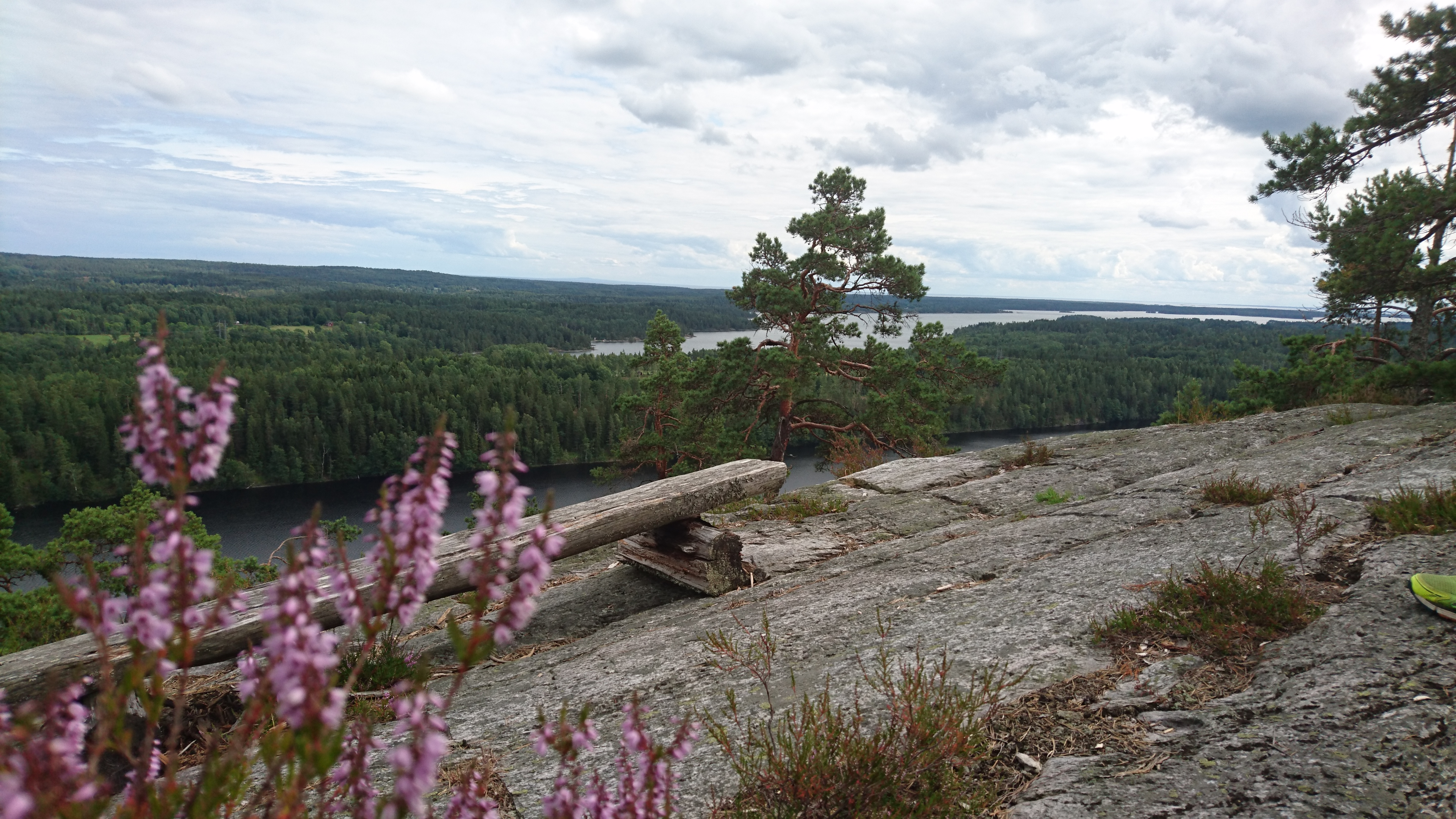
Berget Sörknatten i Dalsland där kulisserna till Mattisborgen sattes upp.

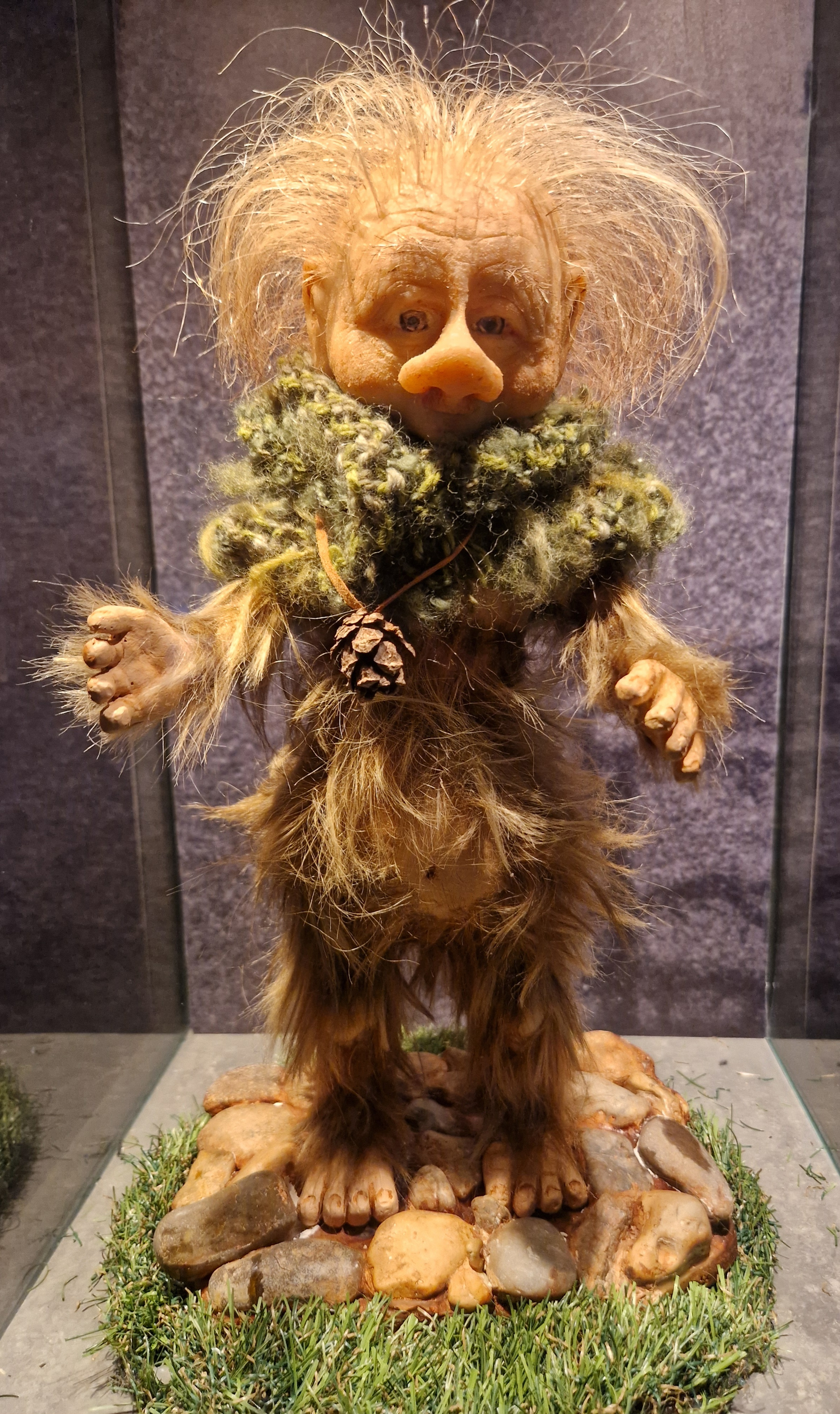
En rumpnisse, skapad av Kaj Grönberg.

- Lars-Olov Abrahamsson – Borkarövare
- Stefan Kumberg – Borkarövare
- Håkan Freij – Borkarövare
- Lennart Cederberg – Borkarövare
- Carl Hellberg – Borkarövare
- Arne Liljenberg – Borkarövare
- Lennart Aspegren – Borkarövare
- Saeed Hooshidar – Borkarövare
- Anders Albén – Borkarövare
- Viveka Anderberg – adelsdam
- Philip Zandén – adelsherre med lutan
- Georg Adelly – munk
- Björn Isfält – gycklare
- Louise Raeder – rumpnisse
- Annika Listén – vildvittra
- Georg Adelly – munk

## Övrig inspelningspersonal i urval
- Gunilla Bandolin – Attributör
- Per Åhlin – kostymdesign och animationer
- Anders Åberg – modellbygge av bland annat Mattisborgen
- Björn Isfält – Originalmusik
- Ulf Axén – Scenografi
- Rune Ericson & Pelle Svensson (Trickfilm) – Foto
- Ivo Cramér – Koreograf
- Jan Persson – Klippning
- Christer Furubrand, Wille Kökeritz & Per Carleson – Ljudtekniker
- Per-Olof Olsson & Tonny Olsson – Animation
- Catti Edfeldt – Regiassistent
- Mona Haskel – Scripta
- Marianne Persson, Odd Ween & Eva Ivarsson – Inspelningsledare
- Mischa Gavrjusjov & Ole Fredrikhaug (Assistent) – B-foto
- Joakim Strömholm & Denise Grünstein – Stillbildsfoto
- Per Åhlin, Per-Olof Ohlsson & Bengt Schöldström – Specialeffekter & foto
- Ulf Björck, Jo Banoun & Bent Rognlien – Elektriker
- Ragnar Waaranperä, Gunnar Bøvollen & Lasse Ulander – Passare
- Björn Selander – Optisk Printer
- Per Mørk – Dekor
- Pontus Lindblad & Hakon Wislie – Rekvisita
- Lenamari Wallström, Bente Winther-Larsen & Per Åhlin – Kläder
- Solveig Eriksson & Wiveca Dahlström – Sömmerska
- Kaj Grönberg, Siw Järby & Per Hjort – Smink
- Göran Carmback – Ljudläggning
- Daniel Alfredson – Synkläggning
- Berndt Frithiof – Mixning
- Per Åhlin – Animation & Sekvens

## Produktion

### Bakgrund och inspelning
Astrid Lindgrens bok kom ut 1981, men redan före detta hade Lindgren börjat tänka på filmatisering med Olle Hellbom. Det var meningen att Olle Hellbom skulle regissera filmen, men under förproduktion i juni 1982 avled han plötsligt. Först tänktes att Ronja-filmen dog med honom, men för mycket pengar hade redan satsats och så valdes Tage Danielsson att regissera.

#### Inspelningsplatser
Filmen spelades in från augusti 1983 till juni 1984. Följande landskap och andra områden besöktes vid inspelningen av filmens olika scener: Jämtland, Dalsland, Bohuslän, Skåne, Stockholm, Oslo.
- Många/de flesta scener – kring berget Sörknatten (Dalsland)[7][a]
- Scenerna från Mattisborgens ölkällare (där Ronja och Birk träffas) – Tykarpsgrottan i Ignaberga (Skåne)
- Vargklämman (som på vintern blir snöfylld) – Kungsklyftan/Ramneklovan i Fjällbacka (Bohuslän).[9][10] Vargklämman ska inte blandas ihop med filmens Helvetesgapet, där scenerna spelades in på annan plats.[11]
- Miljö där Mattis rider genom en ravin och letar efter Ronja. Det rör sig om en bergsskärning i kalkbrottet vid Kalkbro i Södermanland[12]
- Glupafallet / Ronjas vårskrik – Ristafallet i västra Jämtland (vid Hålland 17 km från Åre)[12]
- Ronja och Birk hoppar i älven (undan vildvittror) – Gaustafallet, norra Jämtland[12]
- Tvekampen mellan Mattis och Borka – Haga slottsruin i Hagaparken (Solna)
- Vitsippetagningarna – Hjorthagen i Mariefred (Södermanland)
- Mattisskogen – Dalby Söderskog (utanför Lund)[12]
- Sjöscenerna – oftast Blåsjön i Jämtland[12][13]

## Utgivning
Filmen utgavs 1992 även på VHS., och återigen 1998. På DVD kom den 2002, och den förlängda TV-versionen i tre avsnitt utkom på DVD 2009. Samma år utkom filmen även på BD.